# Doo-wop

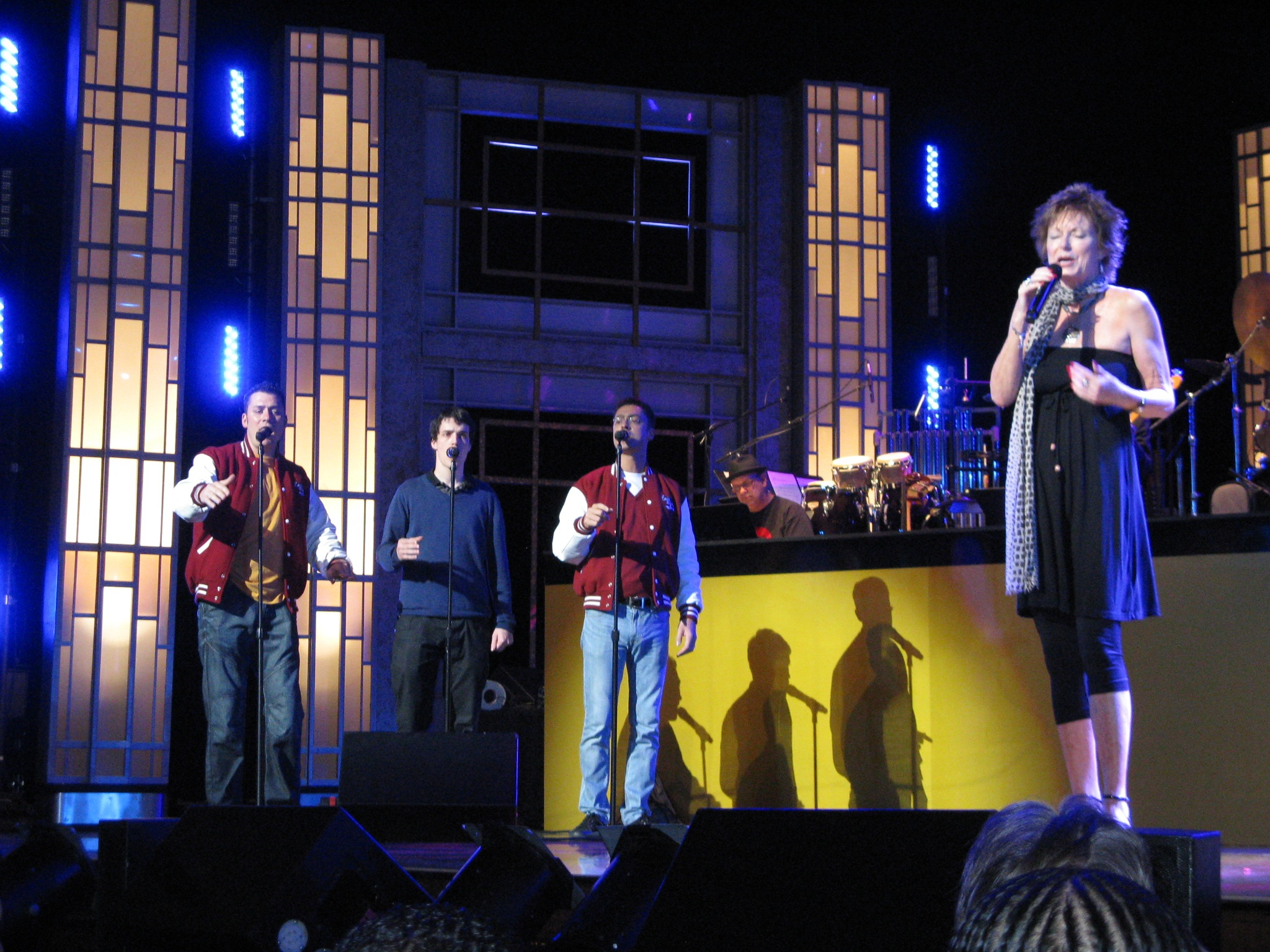
The Earth Angels junt a Kathy Young, interpretant l'èxit d'aquesta última A Thousand Stars, en el Benedum Center for the Performing arts, Pittsburgh, Pennsilvània.

«Doo-wop» és una onomatopeia, que en català s'acostuma a traduir com a du-du-a, que serveix per designar un gènere musical americà, variant del rhythm and blues. Aquest s'originà durant la dècada dels 40 del segle xx en el sí de la comunitat afroamericana. Els principals focus en aquell moment foren les ciutats nord-americanes de Nova York, Philadelphia, Pittsburgh, Chicago, Baltimore, Newark, Detroit, Washington i Los Angeles.

## Orígens
Nascut del matrimoni dels ritmes sincopats africans i dels himnes religiosos dels blancs puritans al començament dels anys 1940, el doo-wop és un estil vocal fortament influenciat pel gospel i pels barbershops quartets (quartets de perruqueria).
És interpretat per grups de quatre o cinc cantants negres, generalment: un solista, tenor lleuger canta la melodia, un altre tenor i un baríton segueixen els acords amb «ooh» i dels «aah» interromputs de breus cesures de tipus «wop-wop» i un baríton-baix afegeix «doop-doop». Poden ser acompanyats per una base rítmica (piano, guitarra, contrabaix, bateria), fins i tot un saxòfon. Les melodies són balades construïdes habitualment sobre els quatre acords de la cadència (I - VI m - II m - V7). Les paraules del doo-wop, generalment sentimentals, també poden ser humorístiques o amb connotació sexual.
Els precursors d'aquest estil són el Golden Gate Quartet, els Ink Spots i The Orioles.

## L'èxit del gènere
Durant el decenni de 1950 a 1960, va representar una autèntica explosió: aproximadament 15.000 grups vocals van treure almenys un disc de doo-wop als Estats Units. Alguns mostren creativitat i originalitat i són ràpidament llavors imitats pels altres. Comença llavors un autèntic afany en la cerca d'onomatopeies complicades (per exemple l'«Eh-toom-ah-ta-toom-ah-ta-toom-ah-to-doh» de Why Do Fools Fall In Love de Frankie Lymon & The Teenagers). Una altra practica de moda en el doo-wop consisteix a donar als grups noms d'ocells (bird groups) com The Orioles, The Cardinals o The Flamingos.
Entre els més grans èxits del doo-wop, hi ha Only You i The Great Prentender dels Platters, Earth Angel dels Penguins, Sh'boom dels Chords, Work With Me Annie dels Midnighters i Sincerely dels Moonglows.
L'estil doo-wop va ser molt popular al llarg dels anys 1950, paral·lelament als començaments del rock and roll, després va ser suplantat a partir de 1960 per la moda dels «girl groups». Entre 1960 i 1965, els afroamericans van començar a cantar soul, però molts grups blancs com els Beach Boys, els Four Seasons, Dion and the Belmonts o The Tokens van fer evolucionar el doo-wop sota la influència de la música pop britànica, cosa que donarà els estils West Coast i el Mersey Beat. De 1965 a 1980, alguns grups aficionats han continuat cantant doo-wop, després l'estil caigué en l'oblit.

## Cançons Doo Wop
- Frankie Lymon & the Teenagers - "Why Do Fools Fall In Love"
- The Marcels - "Blue Moon"
- The Penguins - "Earth Angel"
- The Silhouettes - "Get A Job"
- Moonglows - "Blue Velvet"
- The Spaniels - "Goodnight Sweetheart, Goodnight"
- Gene Chandler - "Duke of Earl"